# Oak Beach
Oak Beach – miasto w Australii, w stanie Queensland, nad Oceanem Spokojnym.